# 사보험
사보험은 민간보험 즉 사회보험이나 공보험과 반대되는 개념이다. 사보험은 자발적 가입이 원칙으로 개인 희망과 개인 지불능력에 따라 더 많은 양의 보호를 받을 수 있으며 사보험 급여를 제공하는 근거는 계약에 있다. 

## 참고 문헌
- 이기수∙최병규∙김인현, 『보험∙해상법』, 박영사, 2008. ISBN 9788910515210